# The Slim Shady LP
The Slim Shady LP este al doilea album de studio al rapperului american Eminem, lansat pe 23 februarie 1999 de Aftermath Entertainment și Interscope Records. Înregistrat în Ferndale, Michigan, după recrutarea lui Eminem de către Dr. Dre și Jimmy Iovine, albumul prezintă producție de la Dr. Dre.